# Europees topschutter van het seizoen 1981/82
De titel Europees topschutter van het seizoen 1981/82, ook wel bekend als de Gouden Schoen, werd gewonnen door Wim Kieft, speler van Ajax.

## Eindstand Gouden Schoen seizoen 1981/82
| Plaats | Speler            | Goals | Club              |
| ------ | ----------------- | ----- | ----------------- |
| 1      | Wim Kieft         | 32    | Ajax              |
| 2      | Kees Kist         | 29    | AZ '67            |
|        | Delio Onnis       | 29    | Tours FC          |
| 4      | Allan Hansen      | 28    | Odense BK         |
| 5      | Horst Hrubesch    | 27    | Hamburger SV      |
|        | Jacques           | 27    | FC Porto          |
| 7      | Jordão            | 26    | Sporting Lissabon |
|        | Kevin Keegan      | 26    | Southampton       |
|        | Quini             | 26    | FC Barcelona      |
| 10     | Armin Krings      | 25    | FC Avenir Beggen  |
|        | Erwin Vandenbergh | 25    | Lierse SK         |

## Bron
- Nieuwsblad van het Noorden

1968/69 ·
1969/70 ·
1970/71 ·
1971/72 ·
1972/73 ·
1973/74 ·
1974/75 ·
1975/76 ·
1976/77 ·
1977/78 ·
1978/79 ·
1979/80 ·
1980/81 ·
1981/82 ·
1982/83 ·
1983/84 ·
1984/85 ·
1985/86 ·
1986/87 ·
1987/88 ·
1988/89 ·
1989/90 ·
1990/91 ·
1991/92 ·
1992/93 ·
1993/94 ·
1994/95 ·
1995/96 ·
1996/97 ·
1997/98 ·
1998/99 ·
1999/00 ·
2000/01 ·
2001/02 ·
2002/03 ·
2003/04 ·
2004/05 ·
2005/06 ·
2006/07 ·
2007/08 ·
2008/09 ·
2009/10 ·
2010/11 ·
2011/12 ·
2012/13 ·
2013/14 ·
2014/15 ·
2015/16 ·
2016/17 ·
2017/18 ·
2018/19